# Potimarron
Cucurbita maxima
Espèce
Classification phylogénétique
Les potimarrons sont un groupe de cultivars eurasiatiques du potiron, une plante d'origine mésoaméricaine arrivée dans l'Ancien Monde lors de l'échange colombien. Ils sont largement cultivés pour leurs qualités gustatives et notamment leur saveur de châtaigne qui leur a donné leur nom. 
Les ancêtres des potimarrons auraient été introduits au Japon par des navigateurs portugais, et malgré leur implantation actuelle dans la gastronomie française, ils n'auraient gagné l'Europe depuis le Japon que tardivement (une famille japonaise aurait apporté ce légume en France en 1957 seulement). Ces premiers potimarrons, appelés alors « potiron doux de Hokkaido » se sont rapidement et largement diffusés dans les jardins d'Europe. C'est à partir de ce dernier que se développe la variété appelée « Potimarron français » qui est aujourd'hui une des plus cultivées dans les jardins potagers avec les variétés japonaises « Uchiki kuri », « Akaguri » et « Red kuri ».
Comme les potirons, les potimarrons peuvent être consommés en potage, au four avec de l'ail, frits, en tourte ou en purée. À la différence du potiron classique, il n'est pas nécessaire de retirer la peau du potimarron avant la cuisson. Il peut aussi être consommé cru. Les graines peuvent être conservées et grillées pour l'apéritif.

## Histoire
Les potimarrons sont à l'origine une catégorie de Kuri kabocha (« potiron marron » en japonais) créée au Japon à partir des Seiyo kabocha (courge buttercup). Au Japon, on trouve des Kuri kabocha de nombreuses couleurs (bleu, noir, gris, blanc, rouge et orange). Certaines ont une forme plus ronde mais toutes ont une saveur très proche de notre potimarron. Parmi celles-ci, se trouve notamment la Delica (Ebisu) ou la Chestnut, particulièrement appréciée des gastronomes.
Comme toutes les Cucurbita maxima (ainsi que les autres courges : Cucurbita pepo, Cucurbita moschata et Cucurbita mixta), il est d'origine américaine (le centre maximal de diversité des C.maxima se trouve dans les Andes, mais des recherches récentes proposent plutôt une origine mésoaméricaine) et n'a donc été introduit dans l’Ancien monde qu'après l'arrivée aux Amériques de Christophe Colomb en 1492.
En l'occurrence, les kabocha (dont fait partie le potimarron) auraient été introduits au Japon par des navigateurs portugais en 1541, qui l'auraient amené avec eux à partir du Cambodge. Une autre hypothèse suggère que les Japonais auraient créé les kabocha à partir de courges qui viendraient de Chine.
Il fait partie des variétés sélectionnées en Extrême-Orient depuis plusieurs siècles, en particulier sur l'île septentrionale de Hokkaido au Japon.
Son importation française est plus récente, elle a été un grand succès.
Les variétés portant le nom commercial de « potimarron » sont notamment : Uchiki kuri, Akaguri, Red kuri, Potimarron français… Elles ont un aspect semblable : une forme de toupie rouge ou orange, de un à trois kilogrammes. Elles ont toutes une saveur douce, un goût prononcé de marron et une chair épaisse et particulièrement crémeuse.

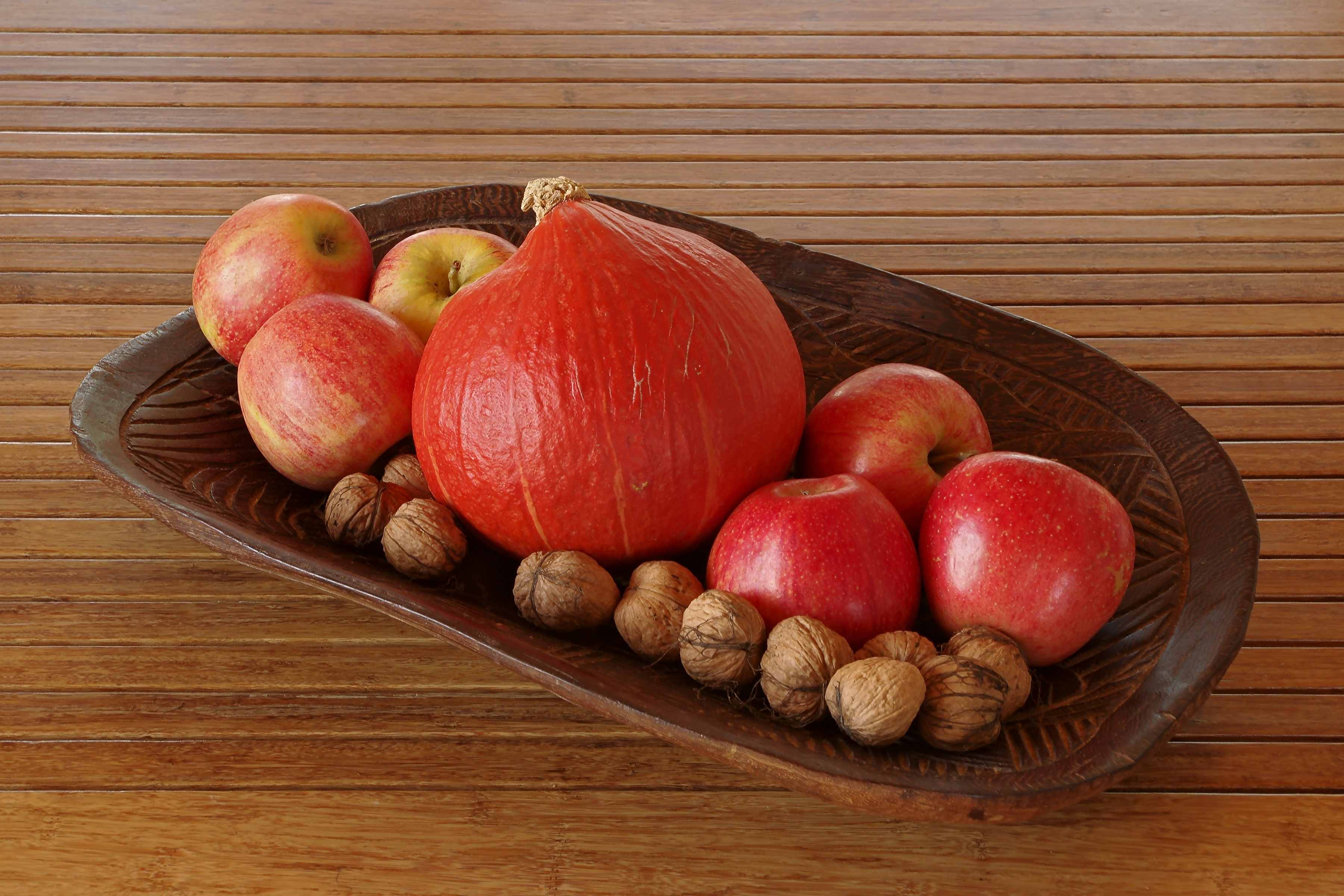
Potimarron dans une récolte d'automne, en Charente.
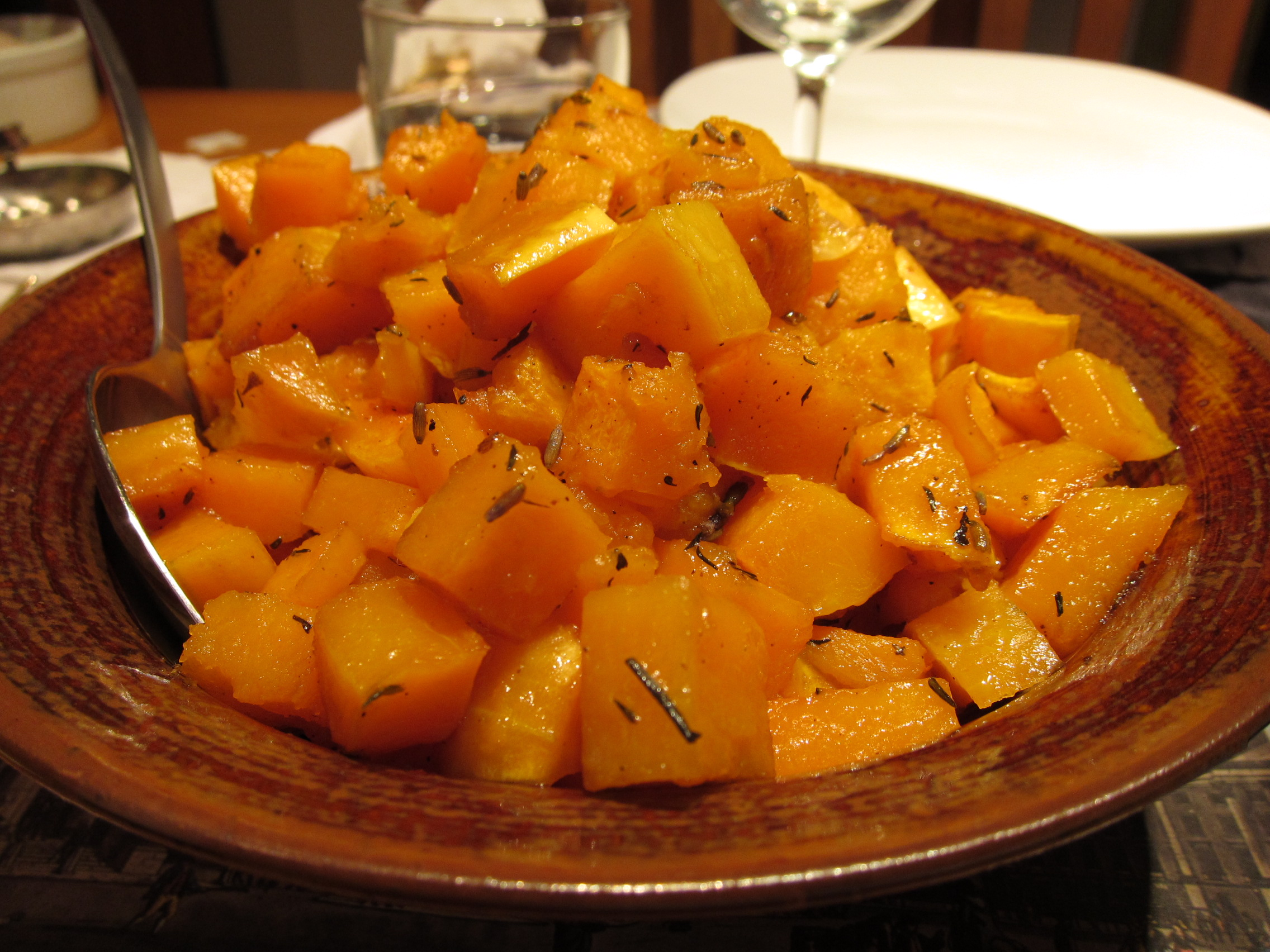
Potimarron au miel de lavande en Provence.
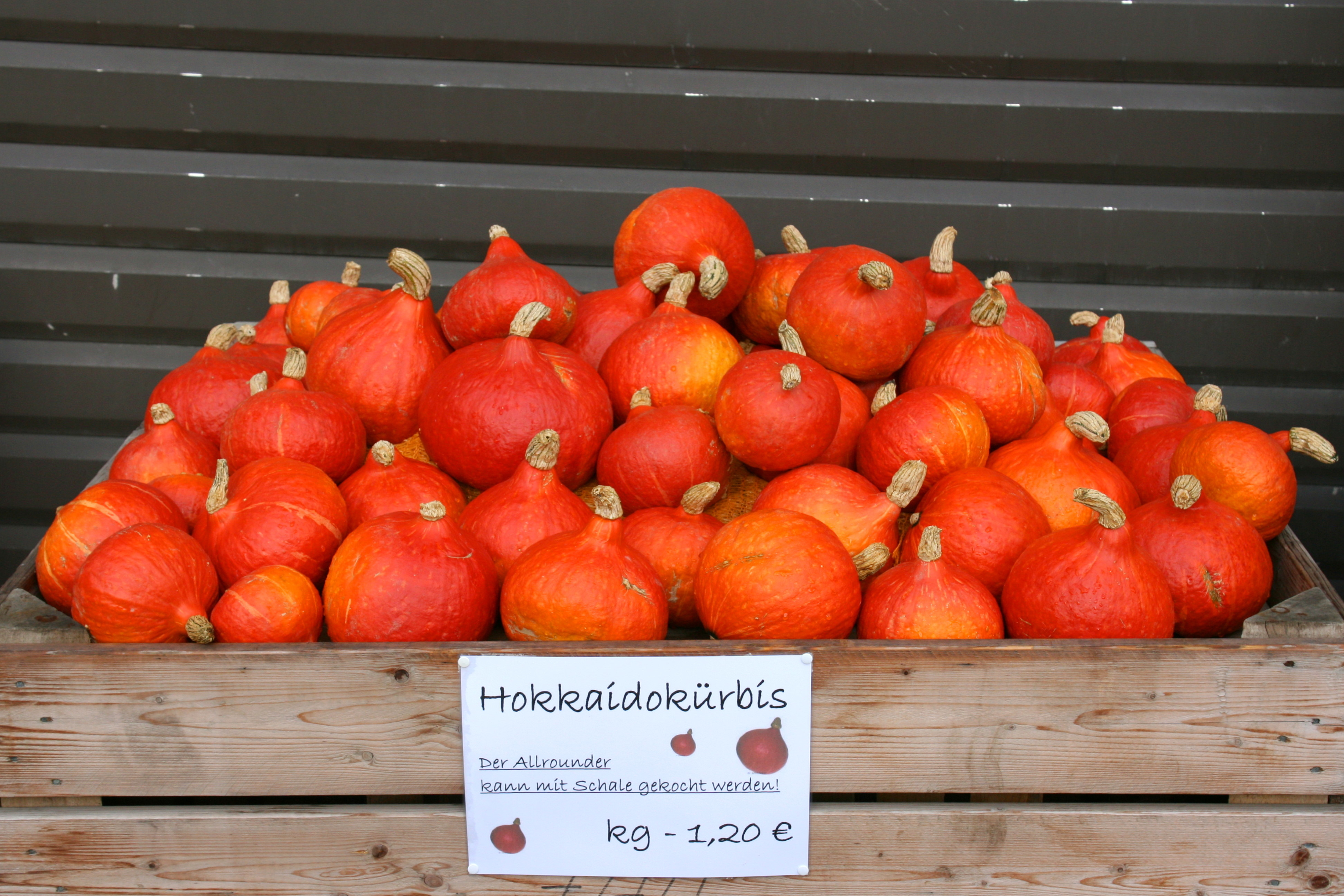
Potimarrons sur un marché à Ludwigshafen, en Allemagne.
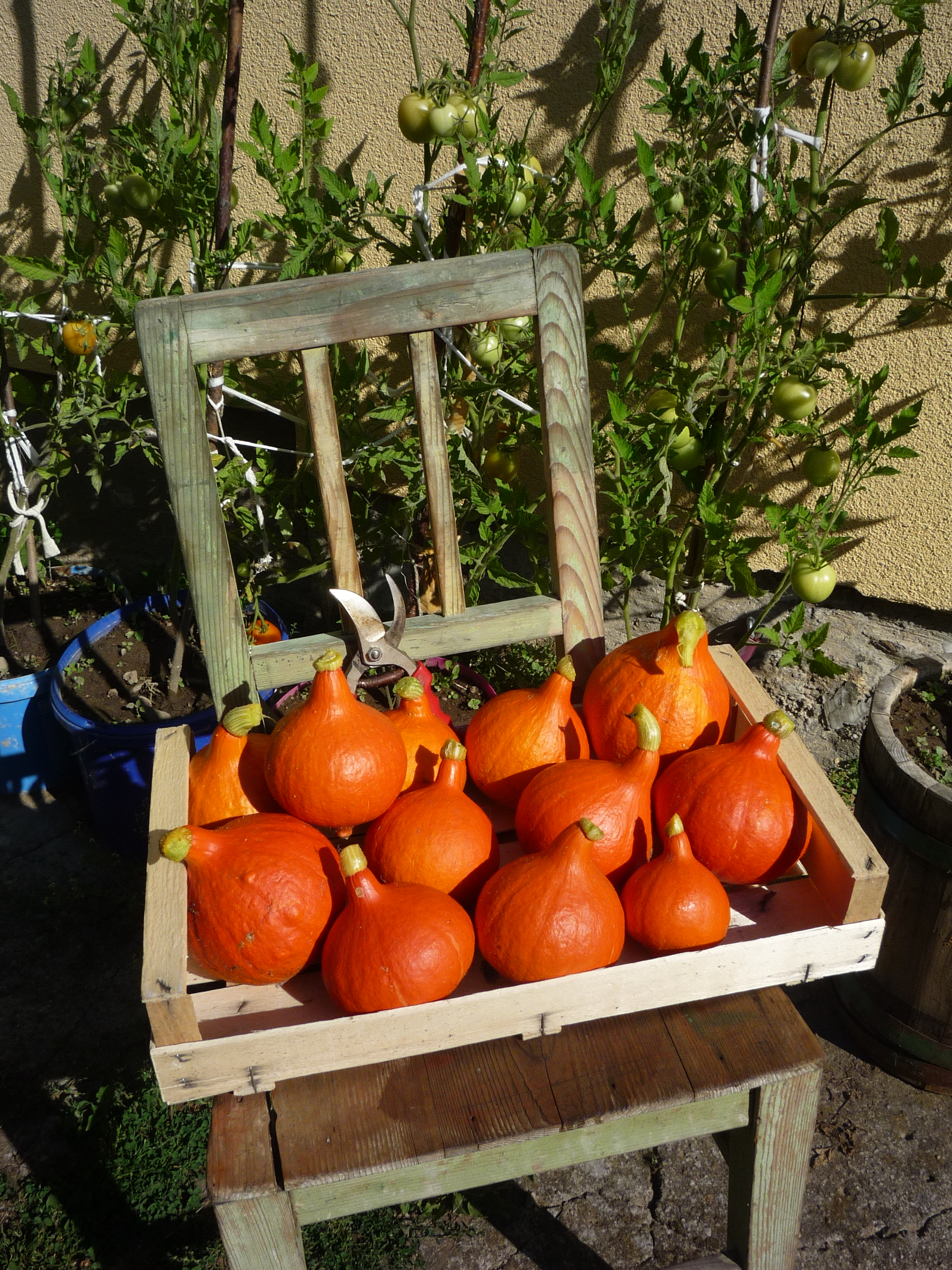
Récolte de potimarrons dans un potager dans la région de Vysočina, en République tchèque.
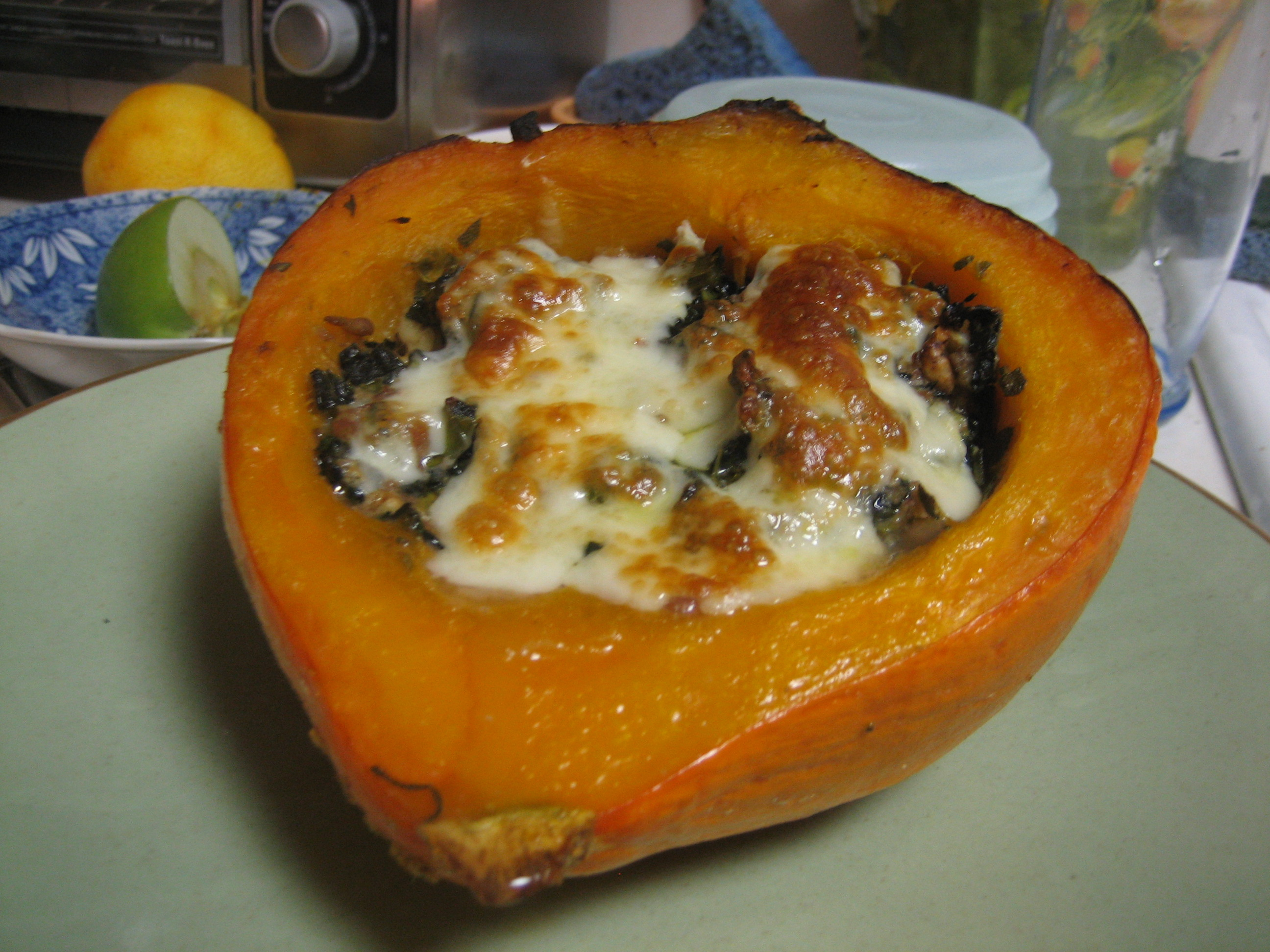
Potimarron farci à San Francisco.

## Description
De la famille des Cucurbitacées, c'est une variété de l'espèce Cucurbita maxima. Son fruit a une forme de poire (piriforme) ou de toupie.
Sa couleur est rouge à rouge brique ou même rose, bronze ou vert par mutation.
Sa chair est jaune et farineuse, et il a la saveur de la purée de châtaignes.
C'est une variété rampante et ses tiges peuvent mesurer jusqu'à trois mètres de long et portent de nombreux fruits pesant entre deux et trois kilogrammes.

## Culture

### Reproduction des graines
Si plusieurs variétés de Cucurbita maxima (il n'y a aucune hybridation avec les autres espèces de Cucurbita) sont cultivées à peu de distance, pour reproduire les graines fidèlement sans avoir d'hybrides qui ne sont plus des potimarrons, il faut polliniser manuellement les fleurs femelles par les fleurs mâles (du même plant, ou d'un autre plant de même variété).
Les fleurs femelles sont aisément reconnaissable au fait qu'à la base de la fleur est présente, avant son ouverture, une petite boule très visible qui est un ovule non fécondé : le pistil. Les fleurs mâles n'ont pas ce renflement. Si la fleur est pollinisée, ce pistil donnera un vrai fruit, sinon il dépérira et tombera. Ainsi, pour obtenir des graines de vrai potimarron il faut ensacher la fleur femelle ou la protéger par un voile avant son ouverture pour éviter la visite des insectes qui risqueraient d'apporter du pollen étranger, la polliniser avec du pollen de fleur de même variété avant de la protéger à nouveau.
Pour apporter le pollen, prélever une fleur mâle puis la frotter sur le pistil au centre de la fleur femelle.

## Valeur nutritive

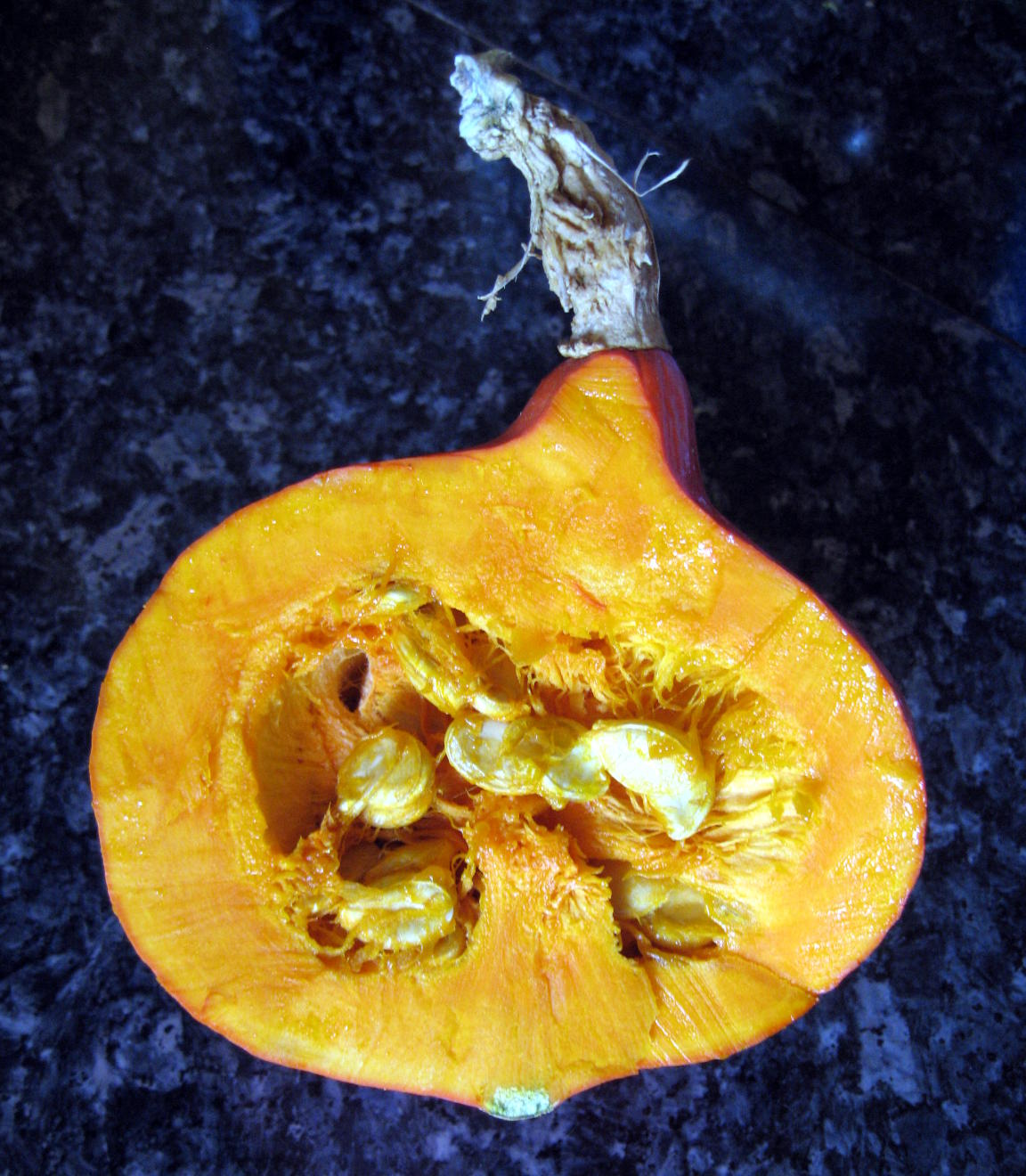

Le potimarron est très riche en provitamine A et en oligo-éléments (phosphore, calcium, magnésium, fer, potassium, silicium, sodium…), en acides aminés, en acides gras insaturés, en amidon, en sucres naturels et en carotène.
Plus le fruit est conservé dans une cave sèche, plus ses teneurs en vitamines et en sucres augmentent.